# Wasilij Dawydow
Wasilij Wasiljewicz Dawydow (ur. 1930, zm. 1998) – rosyjski psycholog i pedagog, członek i od 1989 r. wiceprezes Akademii Nauk Pedagogicznych ZSRR, przewodniczący Rady Naukowej Państwowego Komitetu Kultury Fizycznej i Sportu. Od 1959 r. razem z Daniiłem Elkoninem organizował eksperymentalną działalność pedagogiczną w Szkole nr 110 w Moskwie. Interesował się głównie problematyką genezy i rozwoju psychiki, problemami psychologicznymi podstaw nauczania, a także źródłami oraz warunkami kształtowania psychiki dziecka.

## Ważniejsze prace
- Wozrastnyje wozmożnosti uswojenija znanij (red., razem z D. Elkoninem, 1966)
- Problemy razwiwajuszczego obuczenija (1986)